# Surfacing
"Surfacing"  —en español: «Emergiendo»— es la quinta canción del álbum debut autotitulado de la banda estadounidense Slipknot. Es considerada por sus integrantes y por los fanes como una de las canciones más representativas de la banda. Fue lanzado como sencillo promocional acompañado de un video musical dirigido por Thomas Mignone que contiene escenas de un concierto, que a su vez, está incluido en el álbum de videos Welcome to Our Neighborhood.

## Información
Fue una de las primeras canciones que compuso la banda. El estribillo dice: "Fuck it all, fuck this world, fuck everything you stand for. Don't belong, don't exist, don't give a shit, never judge me." (En español): "Que se joda todo, que se joda el mundo, que se joda todo lo que te mantienes. No pertenezco, no existo, me importa una mierda, nunca me juzgues." Es tocada en todos los conciertos. La letra habla de que no debe importarte como la gente te juzgue.

## Créditos
- #0: Sid Wilson - DJ
- #1: Joey Jordison † -  Batería
- #2: Paul Gray † - Bajo
- #3: Chris Fehn - Percusión
- #4: Josh Brainard - Guitarra
- #5: Craig Jones - Sampler
- #6: Shawn Crahan - Percusión
- #7: Mick Thomson - Guitarra
- #8: Corey Taylor - Voz